# Xã Osawatomie, Quận Miami, Kansas
Xã Osawatomie (tiếng Anh: Osawatomie Township) là một xã thuộc quận Miami, tiểu bang Kansas, Hoa Kỳ. Năm 2010, dân số của xã này là 728 người.